# 爱比-奥尔梅克文化

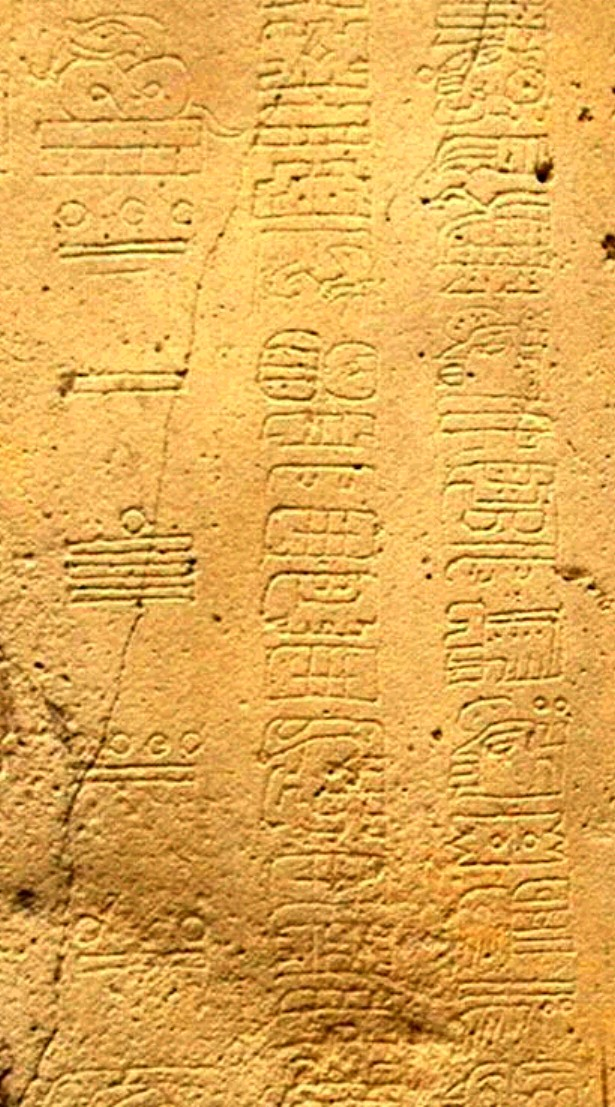

爱比奥尔梅克文化（英語：Epi-Olmec culture）是奥尔梅克文化的后继者，时间大约是公元前300年至公元250年。位于东墨西哥的韦拉克鲁斯州。他们的文字非常接近同时期及以后的玛雅文字。重要遗址如塞罗-德拉斯梅萨斯遗址。其后继者是古韦拉克鲁斯文化。

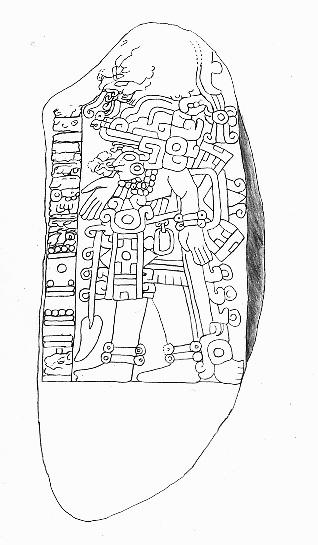

## 相关来源
- Diehl, Richard A. (2004) The Olmecs: America's First Civilization, Thames & Hudson, London.
- Pool, Christopher (2007) Olmec Archaeology and Early Mesoamerica, Cambridge University Press, ISBN 978-0-521-78882-3.